# Val-Couesnon
Val-Couesnon é uma comuna francesa na região administrativa da Bretanha, no departamento de Ille-et-Vilaine. Estende-se por uma área de 79.01 km². Em 2010 a comuna tinha 4 247 habitantes (densidade: 53,8 hab./km²).
Foi criada em 1 de janeiro de 2019, após a fusão das antigas comunas de Antrain (sede da comuna), La Fontenelle, Saint-Ouen-la-Rouërie and Tremblay.